# Sexualidad transgénero
La sexualidad en personas transgénero abarca todos los asuntos y temas que se abordan al hablar de la sexualidad en otros grupos, tales como el establecimiento de una identidad sexual, el aprender a lidiar con las necesidades sexuales propias o encontrar una pareja. Circunstancias adicionales o específicas tienen que ver con que la sexualidad en estas personas puede verse complicada por problemas de disforia de género, por efectos secundarios de cirugías, por problemas fisiológicos y efectos secundarios emocionales de la terapia de reemplazo hormonal, por aspectos psicológicos relativos a expresar la sexualidad después de la transición médica o por aspectos sociales relativos a su expresión de género.

## Orientación sexual
Históricamente, médicas y médicos solían rotular a las personas trans como heterosexuales u homosexuales en relación con su sexo asignado al nacer.Al interior de la comunidad transgénero, los términos más comunes para referirse a la orientación sexual son los basados en la identidad de género, incluyendo los de lesbiana, gay, bisexual, asexual, queer y otros. 

### Distribución de la orientación sexual
En los Estados Unidos, encuestados y encuestadas transgénero en una encuesta de 2015 se autoidentificaron como queer (21 %), pansexual (18 %), gay, lesbiana o amante de personas del mismo sexo (16 %), heterosexual (15 %), bisexual (14%) y asexuales (10%).Un segundo estudio encontró que un 23 % reportaba ser gay, lesbiana o amante del mismo género, un 25 % bisexual, un 4 % asexual, un 23 % queer, un 23 % heterosexual y un 2 % otros.

#### Mujeres transgénero
Una encuesta de 2015 de aproximadamente 3,000 mujeres trans estadounidenses mostró que al menos el 60% de ellas se sentían atraídas hacia mujeres.De las mujeres trans encuestadas, el 27 % respondió ser gay, lesbiana o amante del mismo género, 20 % respondió bisexual, 19 % heterosexual, 16 % pansexual, 6 % respondió asexual, 6 % queer y 6 % no respondió.

#### Hombres transgénero
Foerster reportó sobre una relación exitosa de 15 años entre una mujer y un hombre trans que transicionó a fines de la década de 1960.
Durante el siglo XX, hombres trans atraídos hacia mujeres lucharon por demostrar la existencia y legitimidad de su identidad.Muchos hombres trans atraídos hacia mujeres, por ejemplo, el músico de jazz Billy Tipton, mantuvieron su condición de trans en privado hasta el momento de su muerte.
Si bien la literatura indica que la mayoría de hombres trans se identifican como heterosexuales, su atracción puede variar. El escritor Henry Rubin afirmó que «se necesitaron los esfuerzos sustanciales de Lou Sullivan, un hombre trans y activista gay que insistía en que los hombres trans podían sentirse atraídos por los hombres». Matt Kailey, autor de Just add hormones: An insider's guide to the transexual experience, narra su transición «de mujer heterosexual de cuarenta y tantos años al hombre gay que siempre supo que era».Los investigadores reconocieron en algún punto la existencia de este fenómeno y, a fines del siglo XX, el psiquiatra Ira Pauly escribió que: «La afirmación de que todos los hombres trans son homosexuales [es decir, que estaban atraídos hacia las mujeres] en su preferencia sexual ya no puede hacerse».
Una encuesta de 2015 que incluyó unos 2.000 hombres trans estadounidenses mostró mayor variación en términos de orientación sexual o identidad sexual entre hombres trans. El 23% se identificó como heterosexual, mientras que la gran mayoría (65 %) identificó su orientación sexual o identidad sexual como queer (24 %), pansexual (17 %), bisexual (12 %), gay/amante de personas del mismo género (12 %), asexual (7 %), y un 5% no respondió.
Hombres trans gay tienen diferentes niveles de aceptación al interior de otras comunidades. 

#### Terceros géneros transfemeninos
El psiquiatra Richard Green, en un apéndice a El fenómeno transexual de Harry Benjamin (1966), considera el caso de personas asignadas varones al nacer que han adoptado un rol de género más femenino. En este amplio resumen, titulado «Transexualismo: Aspectos mitológicos, históricos y transculturales», Green argumenta que los miembros de estos grupos son indistinguibles mentalmente de mujeres transexuales occidentales modernas. Tienen en común un temprano afeminamiento, feminidad adulta y atracción hacia hombres masculinos.
Los hijra del subcontinente indio son personas que fueron asignadas varones al nacer, pero que ocupan roles sexuales y/o de género femenino, a veces incluso sometidos a castración. Como adultos, ocupan roles femeninos, pero tradicionalmente los hijra se describen a sí mismos como ni masculinos ni femeninos, prefiriendo hijra como su género.Estas personas a menudo empiezan a expresar su feminidad en la juventud, y en la edad adulta , suelen estar orientados sexualmente hacia hombres masculinos.
Los mukhannathun fueron personas transgénero de fe musulmana y extracción árabe que estaban presentes en Medina y La Meca durante y después de la época de Mahoma.Ibn Abd Al-Barh Al-Tabaeen, un compañero de Aisha Umm ul-Mu'min'in que conocía a un mukhannath que el proteta Mahoma también conocía, declaró que «si él es así, no tendrá ningún deseo por las mujeres y no notará nada sobre ellas. Este es uno de los que no tienen interés en las mujeres a los que se les permitió vivir entre ellas». Dicho esto, uno de los mukhannath de Medina durante la época de Mahoma se había casado con una mujer. 

## Estatus cultural
En culturas distintas a las occidentales, el comportamiento sexual y roles de género varían, lo que afecta el lugar que ocupan las personas de géneros variantes en tales culturas.Entre los navajo de Norteamérica, por ejemplo, los nadleehe ocupan posiciones ceremoniales respetadas, mientras que los kathoey de Tailandia sufren comparativamente más estigmas.
En Irán, si bien el cambio de sexo está aceptado en alguna medida, la sociedad es heteronormativa. En tanto la homosexualidad es penalizada con la muerte, es más común ver a hombres trans en relaciones con mujeres y a mujeres trans en relaciones con hombres.

## Prácticas sexuales
El 'zine Fucking Trans Women,autopublicado por Mira Bellwether en 2010, fue una obra de importancia histórica en su enfoque sobre las perspectivas y experiencias de las mujeres trans,  y ha sido descrito en la revista académica Sexuality & Culture como «una guía completa sobre la sexualidad de las mujeres trans».  Se centra en particular en los actos sexuales posibles con penes flácidos  y en la inervación de las áreas genitales de mujeres trans preoperatorias y no operatorias.La publicación es célebre en países anglosajones por nombrar y popularizar el acto de muflar (en inglés, muffing), o estimular los canales inguinales a través de un escroto invaginado,  que puede ofrecer a las personas con disforia genital una forma de ser penetradas desde el frente. 
El especialista en estudios culturales J. R. Latham escribió el primer análisis definitivo sobre prácticas sexuales de hombres trans en la revista académica Sexualities.
Pocos documentales han sido hechos que exploren prácticas sexuales de personas transgénero. A partir de 2013, el creador Tobi Hill-Meyer ha estado trabajando en una serie de proyectos relacionados con la sexualidad de las personas transgénero que lleva el nombre de Doing it Again.
Se están llevando a cabo investigaciones en áreas de comportamiento y experiencias sexuales. Un estudio de 2020 en España, por ejemplo, analizó la salud y comportamientos sexuales de 260 participantes transgénero.

### Poniendo nombre al cuerpo
Muchas personas transgénero optan por no utilizar el lenguaje que se emplea normalmente para referirse a las partes sexuales, y utilizan en cambio palabras menos pertenecientes a un género en particular. La razón de esta práctica es que oír los nombres típicos de los genitales y otras partes sexuales puede causar disforia de género severa en algunas personas trans.
A la vez, no todas las personas transgénero optan por cambiar los nombres de partes de sus cuerpos. Quienes optan por no cambiarles el nombre, se sienten a menudo menos incómodos o incómodas con sus cuerpos y/o no asocian las partes sexuales de su cuerpo con un género que difiera de aquel con el cual se identifican. En últimas, la decisión respecto a qué palabras elige usar una persona trans para referirse a su propio cuerpo y que prefiere que otros usen depende de cada persona cuyo cuerpo ha de ser mencionado. : 355–356 

#### Mujeres transgénero
En países anglosajones, algunas mujeres trans optan por referirse a sus anos con palabras similares a vagina. (La palabra cunt, traducida generalmente como coño también puede referirse a cualquiera de los canales inguinales). Entre estas personas, se usan términos en inglés para referirse al pene como junk, strapoff, strapless, clítoris y hen. : 355–356  : p. 96, Tabla 3.1 No se ha recopilado una lista similar en países de habla hispana.

#### Hombres transgénero
En países anglosajones, algunos hombres trans se refieren a sus vaginas como sus agujeros frontales (en inglés, front holes) porque consideran que ese término está menos basado en el género; algunos usan términos en inglés man cave (cueva de hombre), bonus hole (agujero extra) o boy cunt. Términos utilizados para el clítoris incluyen sinónimos de pene, mientras que los senos pueden llamarse chesticles («tetículos»)  : 355, 362  : p. 96, Table 3.1 No se ha recopilado una lista similar en países de habla hispana.

## Efectos de la transición

### Efectos de la terapia hormonal feminizante
En el caso de las mujeres transgénero, el consumo de estrógeno estimula el desarrollo del tejido mamario, lo que produce un aumento tanto en tamaño como en sensibilidad. Tal aumento de sensibilidad puede resultar placentero, doloroso o ambas cosas, dependiendo de la persona y del tipo de estimulación. Más aún, para quienes consumen estrógeno y tienen genitales masculinos, el estrógeno puede (y a menudo es el caso) encoger los genitales masculinos externos, así como disminuir la producción de semen (llevando el recuento de espermatozoides a cero en ocasiones), y puede disminuir la capacidad de los genitales masculinos de alcanzar una erección. Además de tales cambios, es posible que algunas mujeres transgénero que reciben terapia de sustitución hormonal experimenten cambios en la forma en que se sienten sus orgasmos. Por ejemplo, algunas personas afirman tener la capacidad de experimentar orgasmos múltiples.
La terapia de sustitución hormonal puede provocar una disminución del deseo sexual o cambios en cómo las mujeres trans experimentan la excitación. Según un estudio publicado en 2014, el 62,4% de las mujeres trans encuestadas reportaron disminución de su deseo sexual tras recibir terapia hormonal y/o vaginoplastia.De acuerdo con un estudio de 2008, se encontró un trastorno del deseo sexual hipoactivo en hasta una de cada tres mujeres trans postoperatorias bajo terapia hormonal, mientras que apenas alrededor de una cuarta parte de las mujeres cisgénero del grupo control tenían el trastorno. No se encontraron diferencias entre el deseo sexual reportado por los dos grupos.
Algunas mujeres trans y personal médico han reportado anecdóticamente que el uso de progestágenos aumenta el deseo sexual.
Un estudio piloto de 2009 puso a prueba la eficacia de dos tratamientos para el trastorno del deseo sexual hipoactivo en mujeres trans: testosterona transdérmica y didrogesterona oral (una progestina). Tras seis semanas de tratamiento, el grupo tratado con testosterona reportó una mejora en deseo sexual, en tanto que el grupo tratado con progestina no reportó ningún cambio.

### Efectos de la terapia hormonal masculinizante
En el caso de los hombres transgénero, uno de los cambios físicos más notables por el que pasan muchos que consumen testosterona, en términos de sexualidad y cuerpo sexual, es la aumentada estimulación del tejidoclitoral y un agrandamiento del clítoris. Tal aumento de tamaño puede variar desde ligeros aumentos hasta cuadriplicar su tamaño.Otros efectos pueden incluir atrofia vaginal, condición en la que los tejidos vaginales se adelgazan y pueden producir menos lubricación. Esto puede llevar a que el coito con los genitales femeninos sea más doloroso y, en ocasiones, puede provocar sangrado. Es probable que hombres transgénero que toman testosterona tengan un riesgo más alto de desarrollar infecciones del tracto urinario, en particular si tienen coito vaginal receptivo.
Otros efectos que puede tener la testosterona en hombres transgénero pueden incluir un aumento del deseo sexual. En ocasiones, tal aumento puede ser muy repentino y dramático. Como ocurre con las mujeres transgénero, algunos hombres trans experimentan también cambios en cómo experimentan la excitación.

### Orientación sexual y transición
Algunas personas trans mantienen orientaciones sexuales constantes a lo largo de sus vidas, y en algunos casos siguen con la misma pareja durante su transición.
Un estudio de 2013 con 452 personas transgénero y de género no conforme encontró que el 58.2 % reportaron cambios en la atracción sexual a lo largo sus vidas, siendo los hombres trans más propensos a experimentar «fluidez sexual». Para personas transgénero que habían hecho una transición social (aproximadamente la mitad de la muestra total), el 64.4 % describió cambios en la atracción tras la transición, y las mujeres trans describieno más probabilidades de experimentar fluidez sexual. Un estudio de 2014 con 70 mujeres trans y 45 hombres trans obtuvo resultados similares, siendo las mujeres trans más propensas a reportar cambios en su orientación sexual (el 32.9 % experimentó cambios frente al 22.2 % de hombres trans). En ambos grupos del estudio de 2014, las personas trans inicialmente más atraídas por el sexo opuesto al que se les asignó al nacer tenían significativamente más probabilidades de sufrir cambios en su orientación sexual (es decir, hombres trans inicialmente atraídos hacia hombres y mujeres trans inicialmente atraídas hacia mujeres que cambiaban su orientaciones). Se reportó que tales cambios de orientación sexual podían ocurrir en cualquier punto del proceso de transición.
Algunas mujeres trans ginefílicas (esto es, atraídas hacia mujeres) han reportado que tras transicionar se orientaron sexualmente hacia hombres, lo que explican como parte de su identidad femenina emergente.El sexólogo Kurt Freund planteó la hipótesis de que tales reportes podrían reflejar el deseo de algunas mujeres trans de presentarse como «típicamente femeninas» o, alternativamente, que podrían reflejar su interés erótico en la validación brindada por sus parejas masculinas, sin necesidad de que representara un cambio genuino de preferencia sexual. A este respecto, un estudio de 2005 que usó fotopletismografías vaginales para medir el flujo sanguíneo en los genitales de mujeres trans postoperatorias encontró patrones de excitación sexual que eran específicos para cada categoría (es decir, mujeres trans andrófilas se excitaban ante hombres, mujeres trans ginefílicas se excitaban con mujeres) de una manera similar a varones de nacimiento, y los investigadores afirmaron que las fotopletismografías vaginales eran una tecnología útil para evaluar la validez de tales reportes. La única mujer trans en el estudio que reportó cambios en su orientación sexual mostró respuestas de excitación consistentes con su orientación sexual previa a la reasignación.
Mientras se recibe terapia hormonal, algunos hombres trans han reportado experimentar una mayor atracción sexual hacia hombres cisgénero. Tales cambios puede n resultar confusos para quienes los experimentan porque a menudo son cambios inesperados.
Con todo, la transición de género no significa necesariamente que ocurrirán cambios en la orientación sexual. Por ejemplo, un estudio de 2021 que incluyó 469 mujeres transgénero y 433 hombres transgénero encontró que la orientación sexual no había cambiado con el tiempo ni con la transición hormonal.

## Fetichismo travestista
El DSM incluyó en el pasado el diagnósticó de «fetichismo travestista». Algunos terapeutas y activistas buscaron que esta categoría se despatologizara en revisiones posteriores. El DSM 5, publicado en 2013, reemplazó la categoría de fetichismo transvestista por la de «trastorno transvestista».
Siguiendo el ejemplo de la Escala de Benjamin, en 1979 los investigadores Buhrich y McConaghy propusieron tres categorías clínicamente discretas de travestismo fetichista: (i) travestis «nucleares», personas que estaban satisfechas con solo el travestismo, (ii) travestis «marginales», personas que también deseaban la feminización mediante hormonas o intervención quirúrgica, y (iii) «transexuales fetichistas», personas que habían mostrado excitación sexual fetichista pero que se identificaban como transexuales y buscaban una cirugía de reasignación de sexo. 

## Trabajo sexual
En muchas culturas, personas transgénero (en particular mujeres trans) están con frecuencia involucradas en el trabajo sexual, por ejemplo en la pornografía transgénero. Esta tendencia correlaciona con la discriminación laboral. En la Encuesta Nacional sobre Discriminación Trans en los Estados Unidos, 11% de los encuestados reportaron haber hecho trabajo sexual para obtener ingresos, en comparación con un 1% entre mujeres cisgénero en los EE. UU. De acuerdo con la misma encuesta, 13% de los estadounidenses transgénero están desempleados, casi dos veces el promedio nacional. 26% de los encuestados había perdido su empleo por razones debidas a su identidad/expresión de género. Existen tasas altas de VIH entre trabajadores sexuales transgénero. En una revisión de estudios sobre la prevalencia del VIH en mujeres trans trabajando en la industria del sexo, se encontró que más del 27% eran VIH positivas. No obstante, la revisión encontró que la probabilidad de ser HIV positivas no era más alta entre mujeres trans que se dedicaban al trabajo sexual que entre mujeres trans que no se dedicaban al trabajo sexual. Investigaciones han encontrado que en los Estados Unidos el VIH es prevalente de manera particular entre trabajadores sexuales transgénero de color, particularmente mujeres trans negras, problema que ha sido señalado tanto por académicoscomo por miembros de la comunidad transgénero.
El asunto de las trabajadoras sexuales transgénero ha atraído la atención de los medios. Paris Lees, mujer trans y periodista británica, escribió un artículo en junio de 2012 para The Independent en el que defendía las críticas a Ria, estrella del documental de Channel 4 Ria: Teen Transsexual (Ria: Transexual adolescente), quien tenía diecisiete años al momento y era mostrada como prostituta en un salón de masajes, afirmando que la elección de dedicarse al trabajo sexual era una cuestión de autonomía corporal y señalando razones por las que jóvenes mujeres trans recurren a menudo al trabajo sexual, tales como una baja autoestima o la grave discriminación laboral. Una revisión realizada por el grupo de monitoreo GLAAD de sus archivos de episodios televisivos incluyendo a personas transgénero entre 2002 y 2012 encontró que el 20% de los personajes transgénero eran representados como trabajadoras sexuales.Disclosure, un documental de Netflix de 2020, explora estas circunstancias con más profundidad.

## Historia

### Clasificación de personas transgénero por su orientación sexual
Históricamente, las personas transgénero no podían acceder a atención clínica de afirmación de género a menos que se les considerara heterosexuales postcirugía.  Durante gran parte de comienzos del siglo XX, las personas transgénero eran puestas en la misma categoría que personas «invertidas» u homosexuales, y como tal, los datos respecto a la orientación sexual no heterosexual entre personas transgénero son limitados. En la década de 1980, el activista y escritor trans Lou Sullivan jugó un papel decisivo a la hora de permitir que personas transgénero no heterosexuales tuvieran acceso a atención quirúrgica y terapia hormonal.
En 1923, el sexólogo alemán Magnus Hirschfeld fue el primero en sugerir una distinción basada en la orientación sexual. Posteriormente, especialistas han propuesto varias taxonomías de dos tipos con base en la sexualidad, si bien algunos creen que otros factores son categorías más útiles clínicamente o que dos tipos son insuficientes. Algunos investigadores han diferenciado a hombres trans atraídos por las mujeres y a hombres trans atraídos por los hombres.
La Escala Benjamin desarrollada y propuesta en 1966 por el endocrinólogo Harry Benjamin, utilizaba la orientación sexual como uno de varios factores para distinguir entre «travestis», transexuales «no quirúrgicos» y «verdaderos transexuales».
En 1974, Person y Ovesey propusieron que se clasificara a las mujeres trans en transexuales «primarias» y «secundarias». Estos autores definieron a los «transexuales primarios» como personas asexuales con escaso o ningún interés en la actividad sexual en pareja y sin antecedentes de excitación sexual causado por el travestismo o «fantasías transgénero». Asimismo, definieron a las personas trans tanto homosexuales como «travestis» como «transexuales secundarios». 
El médico Norman Fisk notó en un artículo de 1974 que quienes ingresaban a su clínica en busca de cirugías de reasignación constituían un grupo más grande que el que encajaba en el diagnóstico transexual clásico. El artículo señalaba que hombres gay afeminados y travestis fetichistas heterosexuales deseaban la cirugía y podían ser considerados buenos candidatos para recibirla.
En el DSM-II, publicado en 1968, el «transexualismo» se clasificaba dentro de la categoría de «parafilias», sin que proporcionara ninguna información adicional.
En el DSM-III-R, publicado en 1987, la categoría de «trastorno de identidad de género» fue creada, y el «transexualismo» se dividió en los subtipos «asexual», «homosexual», «heterosexual» y «no especificado».
En el DSM-IV-TR, publicado en 2000, el «transexualismo» pasó a llamarse «trastorno de identidad de género». Las especificaciones en términos de atracción sexual eran hacia hombres, mujeres, ambos o ninguno, con variaciones específicas que dependían del sexo asignado al nacimiento.
En el DSM-V, publicado en 2013 y utilizado actualmente en el mundo, el «trastorno de identidad de género» es ahora llamado «disforia de género», y las especificaciones en términos de atracción sexual son ginefílicas o andrófilas. 